# Bledius opacifrons
Bledius opacifrons är en skalbaggsart som beskrevs av Leconte 1877. Bledius opacifrons ingår i släktet Bledius och familjen kortvingar. Inga underarter finns listade i Catalogue of Life.